# Pierre le Fou
Pierre le fou (Pietro Pazzo) est un conte figurant dans le premier volume – Troisième Nuit, Première Fable – des Nuits facétieuses, publié en 1550 à Venise sous le nom de Giovanni Francesco Straparola.
À la fin du XVIIe siècle, Madame d'Aulnoy écrira, en français, sa propre version du conte, sous le titre Le Dauphin.

## Résumé
Isotte, une pauvre veuve vivant sur l'île de Caprare (Capraia), où règne alors le roi Lucian, n'a qu'un seul fils, prénommé Pierre. Celui-ci est fou, au point que tout le monde l'appelle « Pierre le fou ». Tous les jours, il s'en va pêcher et revient en criant qu'il est chargé de poissons, alors qu'il n'a rien pris du tout. Sa mère, en l'entendant crier au loin, dresse la table mais, quand Pierre rentre, toujours bredouille, celui-ci ne fait que lui tirer la langue. Isotte et son fils habitent non loin du palais du roi Lucian. Le roi a une fille de dix ans, prénommée Luciane, qui passe son temps à guetter par la fenêtre le passage de Pierre et qui, alors, se rit de lui, ce qui a le don d'irriter grandement le garçon. Pierre, cependant, parvient un jour à attraper un thon.

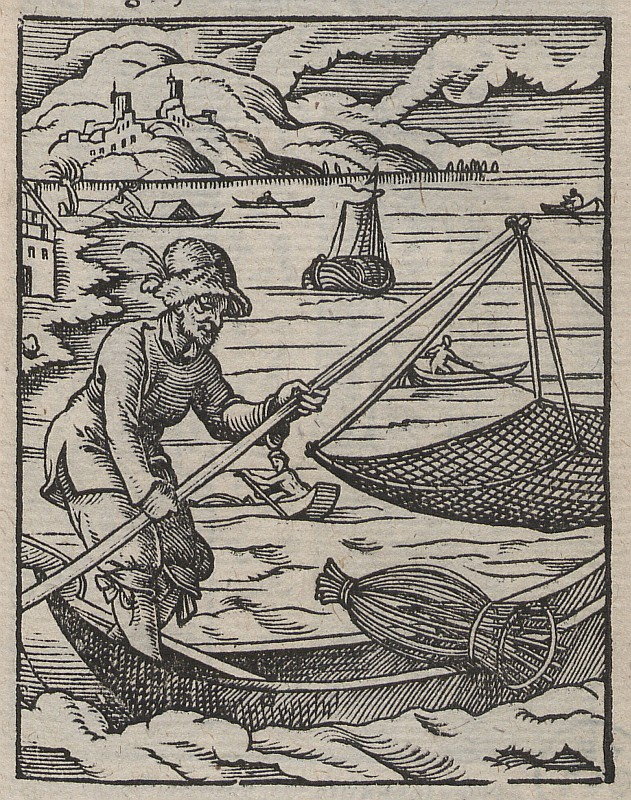
Le Pêcheur (Der Fischer). Gravure de Jost Amman extraite de Panoplia Omnium Illiberalium Mechanicarum Aut Sedentariarum artium genera (1568).

Le thon supplie Pierre de le délivrer et lui promet, en échange, de lui accorder ce qu'il voudra. Pierre finit par s'apitoyer et relâche le thon, qui lui dit alors de monter dans sa barque et de la pencher de façon que l'eau y entre. Pierre obtempère, et son bateau se charge d'une grande quantité de poissons. Il revient à la maison et, comme à son habitude, crie en chemin qu'il est chargé de poissons, ce qui cette fois est vrai. Sa mère hésite dans un premier temps à dresser la table, mais entendant son fils crier de plus en plus fort, elle se décide à le faire, craignant que, sinon, la folie de Pierre n'empire. Quand Pierre rentre et qu'elle voit ce qu'il rapporte, elle en remercie Dieu.
En chemin, cependant, Pierre a vu la petite Luciane qui, une fois de plus, se moquait de lui. Il appelle alors le thon et lui demande de faire en sorte que la fillette tombe enceinte. Quelques jours plus tard, Luciane, qui n'a pas douze ans, a en effet le ventre qui a grossi. Ses parents s'assurent qu'elle est bien enceinte. Convaincu du fait, le roi, afin d'éviter le déshonneur, pense d'abord à faire mourir sa fille, mais la reine le persuade d'attendre que Luciane ait accouché. Celle-ci donne naissance à un petit garçon. Il est si beau que le roi, apitoyé, renonce aussi à le tuer ; et l'enfant est nourri jusqu'à l'âge d'un an.
Le roi, alors, se met en tête de découvrir qui est le père de l'enfant. Il ordonne que tous les individus de plus de quatorze ans se présentent devant lui, sous peine d'avoir la tête tranchée, et que chacun apporte un fruit, une fleur ou n'importe quoi d'autre susceptible d'émouvoir le petit. Pierre ne veut tout d'abord pas se rendre au château, car il ne se juge pas présentable. Quelqu'un lui prête un bel habit, et Pierre se rend finalement au palais, où sont rassemblés tous les suspects. Il se met derrière une porte. La nourrice amène l'enfant, et celui-ci fait montre de la plus grande joie lorsqu'il est approché de la porte. Le roi fait ouvrir la porte pour voir qui se cache derrière, et on découvre que c'est Pierre. Apprenant qu'il s'agit d'un fou, le roi pense à faire mourir Pierre, Luciane et leur rejeton, en les décapitant et les brûlant, mais, suivant les conseils de la reine, il consent à les faire mettre dans un grand tonneau, lequel est ensuite jeté à la mer.

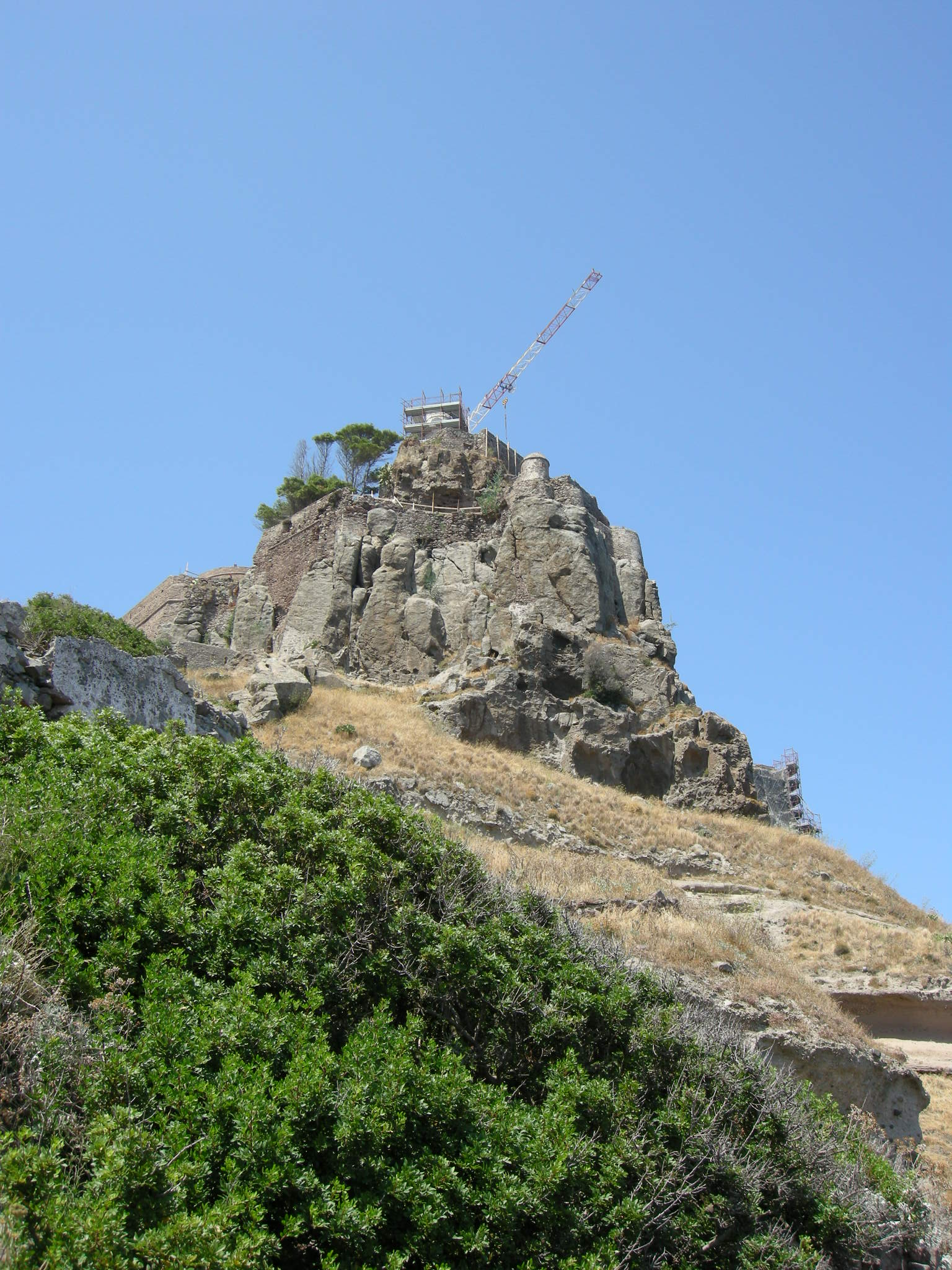
Fort San Giorgio, construit en 1540 sur l'île de Capraia. Photo prise en 2008.

Dans leur tonneau, les condamnés ont, pour se nourrir, un panier de pain, un flacon de vin et un baril de figues. La mère de Pierre, apprenant ce qui est arrivé à son fils, meurt, rongée par le deuil. Dans le tonneau, Luciane gémit sur leur sort, et Pierre, alors, lui confie son secret. Il lui parle du thon qui fait tout ce qu'il commande et lui explique que c'est ainsi qu'elle s'est retrouvée enceinte. Luciane demande à Pierre d'appeler ce fameux thon et de lui dire de faire désormais ce qu'elle ordonnera. Le thon apparaît, et Luciane lui demande, d'abord de les faire accoster sur le plus beau des rochers du royaume, ensuite que Pierre devienne l'homme le plus beau et le plus sage du monde et, pour finir, que sur le rocher se dresse un très riche palais. Tous ces vœux, aussitôt, sont exaucés.
Entre-temps, le roi et la reine, qui regrettent leur fille, ont décidé d'un voyage à Jérusalem, en vue de visiter la Terre Sainte. Ils ne se sont guère éloignés en mer, qu'ils aperçoivent sur un îlot le magnifique palais. Ils débarquent et sont accueillis chaleureusement par Pierre et Luciane, qui les reconnaissent, mais qu'eux ne reconnaissent pas. Le roi et la reine sont invités à visiter le palais dans les moindres recoins. Ils arrivent dans un jardin, où se trouve un arbre dont une branche soutient trois pommes d'or, sur lesquelles un gardien veille. Avant qu'ils ne quittent le jardin, le gardien signale que la plus belle des pommes a disparu. Le roi, qui ignore qu'il a sur lui le précieux fruit, le fait tomber de son habit, et Luciane, d'abord, le couvre de reproches. Ceci fait, elle lui révèle qu'elle est sa fille, et lui explique en pleurant que c'est à cause du thon qu'elle est tombée enceinte sans avoir péché, de même que c'est à cause du thon que lui, le roi, s'est retrouvé en possession de la pomme, et qu'ils sont, elle tout comme lui, innocents. Ils s'embrassent. Ils s'en retournent à Capraia, où une grande fête est donnée. Pierre épouse Luciane et devient l'héritier du royaume.

## Le Dauphin (version de Madame d'Aulnoy)
À la fin du XVIIe siècle, Madame d'Aulnoy, à partir d'une traduction du texte de Straparola, écrira sa propre version du conte, qui comporte certaines différences par rapport à l'original, notamment par son traitement nettement plus littéraire.
Un roi et une reine ont plusieurs enfants dont le plus petit, Alidor, est fort laid, ce qui pour eux justifie le fait qu'ils le traitent plus mal que les autres. Alidor, alors, s'enfuit et part à l'aventure. Sur son chemin, il trouve un compagnon de voyage qui lui offre les moyens de s'introduire au Royaume des Bois, où vit la belle princesse Livorette. Alidor reçoit à la cour un accueil chaleureux mais, bien vite, il s'aperçoit que son physique suscite les moqueries, notamment et surtout de la part de Livorette. Malgré cela, il succombe aux charmes de la princesse et en éprouve une grande mélancolie.
Pour se distraire, Alidor va à la pêche. Comme il ne prend jamais rien, il est accueilli à son retour au palais par les railleries de Livorette. Un beau jour, cependant, Alidor capture dans ses filets un dauphin.

## Classification
Dans la classification des contes-types d'Aarne et Thompson, Pierre le fou est rangé dans les contes de type AT 675 « Le Garçon paresseux ». Sont également de ce type les contes Peruonto de Giambattista Basile (Pentamerone, I-3) et Jean le Bête, conte recueilli par les frères Grimm (KHM 54a).

## Commentaire
Le conte-type « Le Garçon paresseux », avec pour héros un personnage désavantagé, intellectuellement (Pierre le Fou), physiquement (Le Dauphin) ou d'une autre manière, se rencontre dans toute l'Europe, en Turquie, çà et là dans le reste de l'Asie, et en Amérique du Nord. Le motif du poisson capturé puis relâché et qui se transforme alors en bienfaiteur apparaît ultérieurement, en France du moins, seulement dans quelques versions ; partout ailleurs, il est remplacé par la rencontre d'un ou de plusieurs personnages surnaturels, féeriques (comme dans Peruonto, la version de Basile), ou chrétiens.

## Sources et bibliographie

### Texte en ligne
- (fr) Les Facecieuses Nuictz du Seigneur Jan François Straparole, trad. Jean Louveau, Guillaume Rouille, Lyon, 1560. Voir « Troisieme Nuict, Fable premiere », p. 152-164. – En ligne sur Google Books. – Commentaire général sur l'ouvrage : Ne contient en fait que les cinq premières Nuits ; certaines libertés sont prises avec la traduction, plusieurs récits se trouvant même remplacés par d'autres, de l'Allemand Bebel.
- (it) Giovanni Francesco Straparola, Le piacevoli notti, Libro primo, Notte terza, Favola I. – sur intratext.com.
- (it) Giovanni Francesco Straparola, « Fiabe Classiche – Straparola : Pietro Pazzo – Notte III, favola I ».  – sur le site Parole d'Autore.
- (fr) « Le Dauphin », dans Comtesse d'Aulnoy, Nouveau Cabinet des fées, 5 : La Suite des "Fées à la mode", Slatkine, Genève, 1785, p. 371-428. – En ligne sur Gallica.

### Ouvrage de référence
- (fr) Paul Delarue, Marie-Louise Ténèze, Le Conte populaire français, édition en un seul volume reprenant les quatre tomes publiés entre 1976 et 1985, Maisonneuve et Laroze, coll. « Références », Paris, 2002  (ISBN 2-7068-1572-8). Tome 2 (1964), p. 584-592.